# Wilhelm Hufnagl
Wilhelm Hufnagl, auch: Willy Hufnagl bzw. Willi Hufnagl (* 15. Juni 1904 in Frankfurt am Main; † 25. Dezember 1994 in Wien) war ein österreichischer Schauspieler, Rundfunksprecher und Theaterregisseur.

## Leben und Wirken
Hufnagl hatte in Wien Schauspielengagements unter anderem am Volkstheater, Theater in der Josefstadt, Renaissancetheater sowie an der Löwinger-Bühne.
In der Geschichte der Wiener Kleinkunst ist sein Name insbesondere verbunden mit dem 1933 von Rudolf Weys (1898–1978) und F. W. Stein († 1945)  gegründeten Kabarett Literatur am Naschmarkt, wo er 1934 in Johann Nestroys Häuptling Abendwind als einer der beiden Protagonisten einstieg. Wie auch andere Darsteller an der Literatur, war Hufnagl auch an der 1931 von Stella Kadmon gegründeten Bühne Der liebe Augustin zu sehen, wo er 1936 in Herrmann Mostars Der liebe Augustin die Titelfigur gab und die Aufführung zu einer der besten in der Biberstraße (ON 2) machte. Als das Unternehmen Literatur am Naschmarkt im November 1938 durch Rudolf Weys, Obmann der Trägergesellschaft Bund junger Autoren Österreichs und Hausautor, liquidiert werden musste, konnte durch die Initiative von Adolf Müller-Reitzner (1901–1943) in der Revuebühne Moulin Rouge (Wien-Innere Stadt, Liliengasse 3; heute: Spielstätte des Theaters der Jugend) am 20. Jänner 1939 die Kleinkunstbühne Wiener Werkel eröffnet werden. Wilhelm Hufnagl zählte von Anbeginn bis zur Theatersperre im September 1944 zum Ensemble des Hauses. Nach dem Tod von Adolf Müller-Reitzner, 1943, und der Übernahme des Werkls durch dessen Ehefrau, Autorin und Malerin Christl Müller-Räntz, wirkte Hufnagl auch als Regisseur.
Nach dem Zweiten Weltkrieg und sowjetischer Kriegsgefangenschaft in einem Kohlenbergwerk im Donezbecken wurde Hufnagl 1946 Leiter der Unterhaltungsabteilung von Radio Wien, war jedoch noch späte Verstärkung im Ensemble des im Juni 1945 von Rolf Olsen in der Rotgasse 5 (Wien-Innere Stadt) eröffneten, Mitte 1948 geschlossenen Kleinen Brettls.
Als Rundfunksprecher hatte Hufnagl eigene Sendungen wie Im Konzertkaffee, eine Live-Sendung aus dem AEZ in Wien mit dem Kleinen Wiener Rundfunkorchester unter der Leitung von Heinz Sandauer und Franz Zelwecker (1911–1998).
Wilhelm Hufnagl wirkte in Dutzenden von österreichischen Filmen und Fernseh-Sendungen mit. Er war Interpret von Wienerliedern (Die Zeit is nimmer so). außerdem schrieb er zusammen mit Theodor Ottawa den Text zu dem Marschlied Komm flieg mit uns. Seine Kurz-Erzählung Ein seltsamer Weihnachtsabend, die aus der Zeit seiner Kriegsgefangenschaft stammte, wurde vom ORF ausgestrahlt. Noch im Alter von 75 Jahren gestaltete er die Radiosendung Frühschoppen Wien.
Seinen Lebensabend verbrachte Wilhelm Hufnagl in der Marktgemeinde Apetlon, Burgenland.
Seine letzte Ruhestätte befindet sich auf dem Evangelischen Friedhof Wien Matzleinsdorf (Gruppe 15, Nummer 303) in Wien.

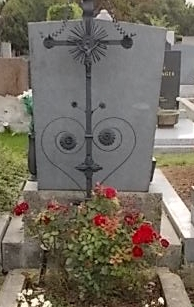
Wilhelm Hufnagl Grabstätte

## Filmografie

### Kino
- 1937: Liebling der Matrosen
- 1939: Frau im Strom
- 1940: Ein Leben lang
- 1941: So gefällst du mir
- 1942: Wen die Götter lieben
- 1944: Schrammeln
- 1949: Mein Freund Leopold (Mein Freund, der nicht nein sagen kann)
- 1950: Großstadtnacht
- 1950: Cordula
- 1958: Hallo Taxi
- 1958: Einmal noch die Heimat seh’n
- 1958: Sebastian Kneipp – Ein großes Leben
- 1959: Herrn Josefs letzte Liebe
- 1961: Mann im Schatten
- 1976: Bomber & Paganini
- 1976: Duett zu dritt

### Fernsehproduktionen
- Hallo – Hotel Sacher … Portier!
- Die Abenteuer des braven Soldaten Schwejk (Serie), Folge 11
- Der Kurier der Kaiserin
- Guten Abend in Österreich
- Die liebe Familie